# Nabil El Solami
Nabil El Solami (auch Mohamed Nabil El Solami; * 25. Januar 1941 in Assuan; † 3. Juli 1987 in Kuwait) war ein ägyptischer Karikaturist und Cartoonist, der lange Zeit in der DDR lebte.

## Leben und Werk
El Solami studierte bis 1961 Malerei und Kunsterziehung am Institut für Kunst und Pädagogik der Akademie der Künste Kairo und arbeitete dann bis 1973 in Kairo als Karikaturist der Tageszeitung Al Gomhuria. Er war einer der Pioniere der zeitgenössischen ägyptischen Karikatur. Zu seinen künstlerischen Vorbildern gehörte Salah Jahin (1930–1986).
1973 ging El Solami in die DDR. Von 1973 bis 1975 war er Lehrer im Hochschuldienst an der Humboldt-Universität zu Berlin. Dann arbeitete er in Ostberlin freischaffend als Karikaturist und Cartoonist. Seine Arbeiten wurden insbesondere von der Satirezeitschrift Eulenspiegel und den Zeitschriften Neue Berliner Illustrierte und Elternhaus und Schule (Verlag Volk und Wissen) publiziert. Er entwarf auch für Progress-Film Filmplakate, so für Solo Sunny und Sie nannten ihn Amigo.
El Solami war auf Ausstellungen in der DDR sowie in Beirut, Damaskus, Gabrovo, Kairo, Ljubljana, Montreal, Moskau, Paris und Skopje vertreten. In Ostberlin war er u. a. mehrmals im Ausstellungszentrum am Fernsehturm auf der zentralen Ausstellung Karigrafie vertreten. Er erhielt mehrere Preise nationaler und internationaler Ausstellungen, in der DDR u. a. 1981 den 2. Preis im Karikaturenwettbewerb zum X. Parteitag der SED und 1984 den Eulenspiegelpreis des Berliner Verlags. Karikaturen El Solamis wurden vom Eulenspiegel-Verlag Berlin in Büchern publiziert.
El Solami ging wohl Ende der 1980er Jahre nach Kuwait, wo er verstarb.
Karikaturen und Cartoons El Solamis befinden sich u. a. in der Sammlung der Cartoonlobby-Stiftung und im Satiricum Greiz, Schriftverkehr in der Akademie der Künste Berlin.
El Solami war ab 1976 mit Catherine Griefenow-Mewis verheiratet. Ihre Tochter Riem Spielhaus ist Islamwissenschaftlerin.

## Werke (Auswahl)

### Bücher mit Karikaturen und Cartoons El Solamis
- Unter den Pyramiden oder das Los, mit den Denkmälern einer alten Kultur leben zu müssen. Eulenspiegel-Verlag, Berlin, 1971
- Hans-Werner Tzschichhold (Hrsg.): Ich habe gedacht, du bist ich. Anekdoten von und über Goha. Eulenspiegel-Verlag, Berlin, 1980
- Tabacomik. Cartoons. Eulenspiegel-Verlag, Berlin, 1984
- So lachte man in der DDR. Ein Vortragsbuch. Eulenspiegel-Verlag, Berlin, 1999

### Weitere Karikaturen, Cartoons etc.
- Hände weg von Libanon (1976, Collage)[3]
- Konzert (1976; Zeichnung, Keilitzfarbe; auf der VIII. Kunstausstellung der DDR)[4]
- Solidarität mit dem palästinensischen Volk (1976, Collage)[5]
- o. T. / Wau Wau (1983, Feder-Zeichnung; auf der X. Kunstausstellung der DDR)[6]

## Teilnahme an weiteren zentralen und wichtigen regionalen Ausstellungen in der DDR (unvollständig)
- 1977 bis 1988: Dresden, VIII. bis X. Kunstausstellung der DDR
- 1980: Suhl („Cartoons“)
- 1984 und 1986: Greiz, Sommerpalais der Staatlichen Museen („Satiricum“)